# Академическая гребля на летних Олимпийских играх 1936 — одиночки
Соревнования среди одиночек по академической гребле среди мужчин на летних Олимпийских играх 1936 года прошли с 11 по 14 августа в Грюнау, который являлся юго-восточным пригородом Берлина. В соревновании приняли участие 20 спортсменов из 20 стран. Действующий олимпийский чемпион из Австралии Генри Пирс не мог принять участие в Играх, поскольку в 1933 получил статус профессионального спортсмена.
До начала соревнований фаворитом считался победитель последних двух регат Diamond Challenge Sculls швейцарец Эрнст Руфли, а также финалисты Королевской регаты разных лет британец Хамфри Уоррен и чехословацкий гребец Иржи Завржел. Однако никто из этих трёх гребцов не смог стать призёром соревнований, причём до финала смог дойти лишь Руфли, который занял там 5-е место.
Олимпийским чемпионом 1936 года стал хозяин соревнований немец Густав Шефер, побеждавший в каждом из заездов. Серебряным призёром стал австриец Йозеф Хазенёрль, а бронзовую медаль выиграл американец Дэниел Барроу. Спортсмены из США на пятых Играх подряд завоёвывают олимпийскую медаль в одиночках, причём каждый раз это удавалось сделать разным гребцам. Все три призёра соревнований были дебютантами Олимпийских играх. Также берлинские Игры остались для каждого из них единственными в карьере.
В соревнованиях по академической гребле на Играх в Берлине дебютировали представители Югославии и Эстонии.

## Призёры
| Золото                | Серебро                 | Бронза            |
| Густав Шефер Германия | Йозеф Хазенёрль Австрия | Дэниел Барроу США |

## Рекорды
До начала летних Олимпийских игр 1936 года лучшее олимпийское время было следующим:
| Лучшее олимпийское время | Спортсмен        | Время   | Место     | Дата           |
| ------------------------ | ---------------- | ------- | --------- | -------------- |
| Лучшее олимпийское время | Генри Пирс (AUS) | 07:01,8 | Амстердам | 8 августа 1928 |

По итогам соревнований никто из спортсменов не смог превзойти данный результат.

## Расписание
| Дата       | Время | Раунд                  |
| ---------- | ----- | ---------------------- |
| 11 августа | 17:00 | Предварительные заезды |
| 12 августа | 18:00 | Отборочные заезды      |
| 13 августа | 19:00 | Полуфиналы             |
| 14 августа | 15:30 | Финал                  |

## Результаты

### Предварительный этап
Победитель каждого заезда напрямую проходил в полуфинал соревнований. Все остальные спортсмены попадали в утешительные заезды, где были разыграны ещё четыре полуфинальных места.

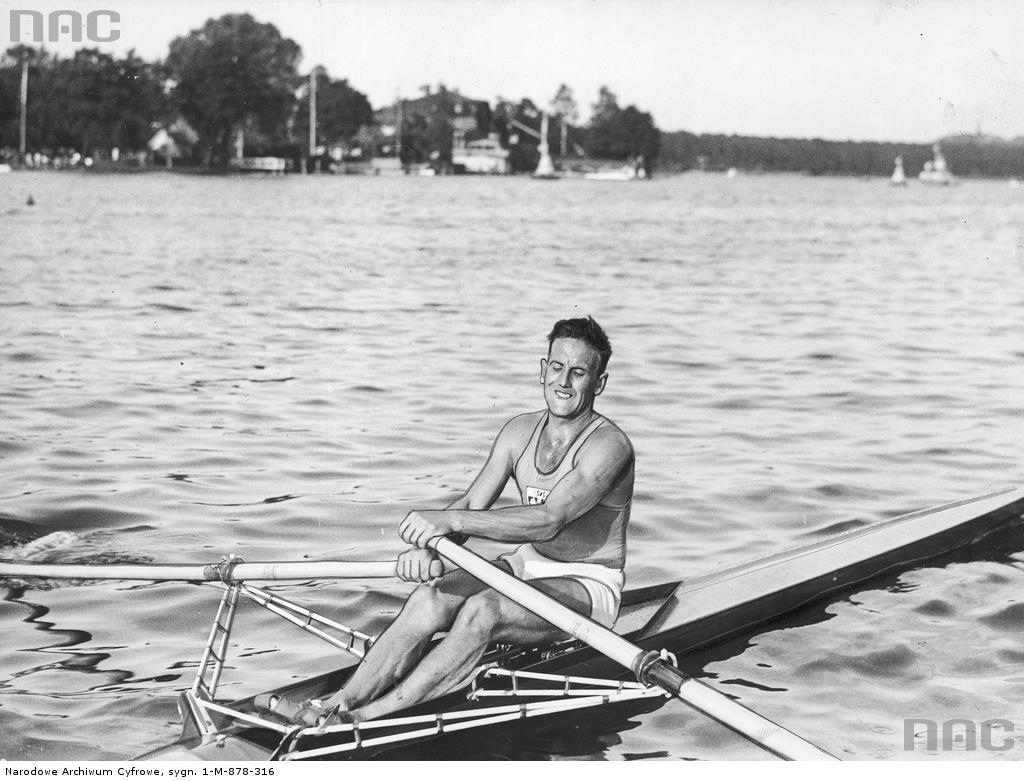
Польский гребец Роджер Верей во время Олимпийских игр

#### Заезд 1
| Место | Спортсмен           | Страна     | Время  | Отставание | Примечания |
| ----- | ------------------- | ---------- | ------ | ---------- | ---------- |
| 1     | Роджер Верей        | Польша     | 7:31,2 | +0,0       | SF         |
| 2     | Селестино де Пальма | Бразилия   | 7:37,7 | +6,5       | R          |
| 3     | Эльмар Корко        | Эстония    | 7:40,4 | +9,2       | R          |
| 4     | Ханс тен Хаутен     | Нидерланды | 7:42,9 | +11,7      | R          |
| 5     | Давор Еласка        | Югославия  | 8:05,2 | +34,0      | R          |

#### Заезд 2
| Место | Спортсмен       | Страна    | Время  | Отставание | Примечания |
| ----- | --------------- | --------- | ------ | ---------- | ---------- |
| 1     | Густав Шефер    | Германия  | 7:17,1 | +0,0       | SF         |
| 2     | Йозеф Хазенёрль | Австрия   | 7:24,0 | +6,9       | R          |
| 3     | Чарльз Кэмпбелл | Канада    | 7:25,7 | +8,6       | R          |
| 4     | Сесил Пирс      | Австралия | 7:27,0 | +9,9       | R          |
| 5     | Дэниел Барроу   | США       | 7:30,5 | +13,4      | R          |

#### Заезд 3
| Место | Спортсмен        | Страна    | Время  | Отставание | Примечания |
| ----- | ---------------- | --------- | ------ | ---------- | ---------- |
| 1     | Эрнст Руфли      | Швейцария | 7:19,0 | +0,0       | SF         |
| 2     | Анри Бано        | Франция   | 7:39,9 | +20,9      | R          |
| 3     | Карл Кристиансен | Норвегия  | 7:42,9 | +23,9      | R          |
| 4     | Ласло Козма      | Венгрия   | 7:47,0 | +28,0      | R          |
| 5     | Уолтер Юл        | ЮАС       | 7:56,6 | +37,6      | R          |

#### Заезд 4
| Место | Спортсмен             | Страна         | Время  | Отставание | Примечания |
| ----- | --------------------- | -------------- | ------ | ---------- | ---------- |
| 1     | Хамфри Уоррен         | Великобритания | 7:27,0 | +0,0       | SF         |
| 2     | Риккардо Штайнляйтнер | Италия         | 7:30,6 | +3,6       | R          |
| 3     | Антонио Джорджио      | Аргентина      | 7:33,0 | +6,0       | R          |
| 4     | Аркимедос Хуанико     | Уругвай        | 7:39,6 | +12,6      | R          |
| 5     | Иржи Завржел          | Чехословакия   | 7:43,0 | +16,0      | R          |

### Отборочные заезды
Победитель каждого отборочного заезда проходил в полуфинал. Остальные гребцы выбывали из соревнований.

#### Заезд 1
| Место | Спортсмен        | Страна   | Время  | Отставание | Примечания |
| ----- | ---------------- | -------- | ------ | ---------- | ---------- |
| 1     | Йозеф Хазенёрль  | Австрия  | 7:27,7 | +0,0       | SF         |
| 2     | Карл Кристиансен | Норвегия | 7:32,8 | +5,1       |            |
| 3     | Эльмар Корко     | Эстония  | 7:44,1 | +16,4      |            |
| 4     | Ласло Козма      | Венгрия  | 7:45,9 | +18,2      |            |

#### Заезд 2
| Место | Спортсмен             | Страна     | Время  | Отставание | Примечания |
| ----- | --------------------- | ---------- | ------ | ---------- | ---------- |
| 1     | Дэниел Барроу         | США        | 7:31,3 | +0,0       | SF         |
| 2     | Риккардо Штайнляйтнер | Италия     | 7:31,4 | +0,1       |            |
| 3     | Ханс тен Хаутен       | Нидерланды | 7:48,6 | +17,3      |            |
| 4     | Уолтер Юл             | ЮАС        | 8:04,7 | +33,4      |            |

#### Заезд 3
| Место | Спортсмен        | Страна       | Время  | Отставание | Примечания |
| ----- | ---------------- | ------------ | ------ | ---------- | ---------- |
| 1     | Антонио Джорджио | Аргентина    | 7:38,7 | +0,0       | SF         |
| 2     | Иржи Завржел     | Чехословакия | 7:45,4 | +6,7       |            |
| 3     | Анри Бано        | Франция      | 7:49,0 | +10,3      |            |
| —     | Давор Еласка     | Югославия    | DNF    | DNF        |            |

#### Заезд 4
| Место | Спортсмен           | Страна    | Время  | Отставание | Примечания |
| ----- | ------------------- | --------- | ------ | ---------- | ---------- |
| 1     | Чарльз Кэмпбелл     | Канада    | 7:31,0 | +0,0       | SF         |
| 2     | Сесил Пирс          | Австралия | 7:33,2 | +2,2       |            |
| 3     | Селестино де Пальма | Бразилия  | 7:49,7 | +18,7      |            |
| 4     | Аркимедос Хуанико   | Уругвай   | 7:52,4 | +21,4      |            |

### Полуфиналы
Первые три спортсмена из каждого заезда проходили в финал. Остальные гребцы выбывали из соревнований.

#### Заезд 1
| Место | Спортсмен        | Страна    | Время  | Отставание | Примечания |
| ----- | ---------------- | --------- | ------ | ---------- | ---------- |
| 1     | Густав Шефер     | Германия  | 8:04,0 | +0,0       | F          |
| 2     | Дэниел Барроу    | США       | 8:17,9 | +13,9      | F          |
| 3     | Антонио Джорджио | Аргентина | 8:18,4 | +14,4      | F          |
| —     | Роджер Верей     | Польша    | DNF    | DNF        |            |

#### Заезд 2
| Место | Спортсмен       | Страна         | Время  | Отставание | Примечания |
| ----- | --------------- | -------------- | ------ | ---------- | ---------- |
| 1     | Эрнст Руфли     | Швейцария      | 7:46,9 | +0,0       | F          |
| 2     | Йозеф Хазенёрль | Австрия        | 7:54,6 | +7,7       | F          |
| 3     | Чарльз Кэмпбелл | Канада         | 8:02,2 | +15,3      | F          |
| 4     | Хамфри Уоррен   | Великобритания | 8:08,8 | +21,9      |            |

### Финал
Финальная гонка проходила при температуре +13 °C с ощутимым боковым ветром. С самого старта финального заезда вперёд вырвался хозяин соревнований Густав Шефер. На середине дистанции Шефер выигрывал у австрийца Йозефа Хазенёрля почти 4 секунды, а у идущего третьим канадца Чарльза Кэмпбелла 5,7 с. Немецкому гребцу в итоге удалось сохранить высокий темп до конца гонки, что стало возможным благодаря целенаправленной пятилетней подготовке к Играм, и стать олимпийским чемпионом. Вторым к финишу спустя 4,3 секунды пришёл Хазенёрль, а бронзовым призёром стал американец Дэниел Барроу, выигравший у Кэмпбелла на второй половине дистанции 10 секунд.
| Место | Спортсмен        | Страна    | Время  | Отставание |
| ----- | ---------------- | --------- | ------ | ---------- |
| 1     | Густав Шефер     | Германия  | 8:21,5 | +0,0       |
| 2     | Йозеф Хазенёрль  | Австрия   | 8:25,8 | +4,3       |
| 3     | Дэниел Барроу    | США       | 8:28,0 | +6,5       |
| 4     | Чарльз Кэмпбелл  | Канада    | 8:35,0 | +13,5      |
| 5     | Эрнст Руфли      | Швейцария | 8:38,9 | +17,4      |
| 6     | Антонио Джорджио | Аргентина | 8:57,5 | +36,0      |